# De hanenbalk

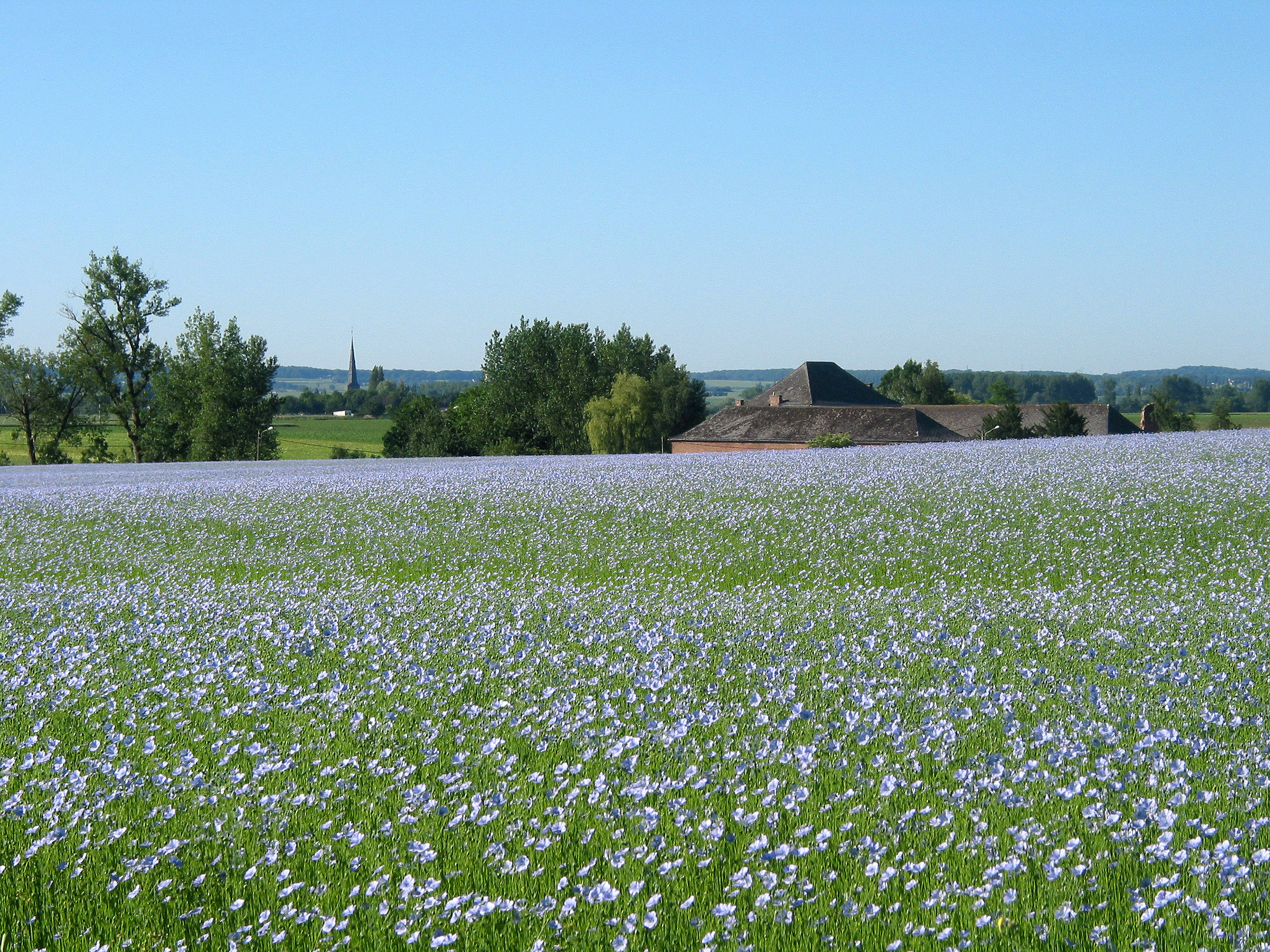
Een bloeiend vlasveld

De hanenbalk is een sprookje uit Kinder- und Hausmärchen met volgnummer KHM149, opgetekend door de gebroeders Grimm. De oorspronkelijke naam is Der Hahnenbalken.

## Het verhaal
Een tovenaar staat in een menigte en laat een haan met een zware balk lopen. Een meisje heeft een klavertjevier gevonden en ze doorziet nu elke truc. Ze ziet dat de balk een strohalm is en roept naar de mensen. De betovering wordt verbroken en de mensen jagen de heksenmeester weg. Als het meisje bruiloft gaat vieren, loopt ze met een grote stoet door het veld naar de kerk. Ze komen bij een gezwollen beek en er is geen brug of plank. De bruid tilt haar rok omhoog en waadt door het water. De tovenaar wil dan weten wat voor ogen ze heeft en waarom ze haar rokken optilt. Het meisje ziet dan dat ze door een bloeiende vlasakker loopt. De mensen zien dit ook en jagen haar weg.

## Achtergronden bij het sprookje
- Het sprookje is naar een gedicht van Friedrich Kind in Becker'schen Taschenbuch (1812).
- De twee thema's zijn erg oud, de niet bestaande balk komt al voor bij een Franse schrijver uit de dertiende eeuw. De bruid in de vlasakker komt voor in een biografie uit de achtste eeuw.